# Francesc Tosquelles Llauradó
Francesc Tosquelles Llauradó (Reus, 22 d'agost de 1912 - Granges d'Òlt, 25 de setembre de 1994) fou un psiquiatre català que va viure exiliat a l'Estat francès durant més de 30 anys. La seva experiència psiquiàtrica a la Guerra Civil espanyola, al camp de concentració i a la França ocupada van revolucionar el guariment i el tracte social i cultural dels «bojos».
Més que posar el focus en els malalts, Tosquelles va centrar-se en els hospitals i els manicomis, convençut que si s'actua en les institucions les patologies individuals també troben cura. Si són institucions obertes, alguna cosa pot millorar per a tothom amb l'ajuda de la literatura i de l'art, amb artesania i cinema domèstic i tota creació sense altres exigències que donar l'oportunitat a la persona alienada d'aconseguir expressar-se.

## Biografia
Nascut a Reus el 1912, en el si de la burgesia progressista local, va estudiar Medicina a Barcelona, on durant la dictadura de Primo de Rivera va assaltar amb un grapat d'estudiants el local del partit polític feixista Unión Patriótica de la Rambla. El seu oncle, el metge i filantrop Francesc Llauradó, havia traduït i estudiat La interpretació dels somnis de Sigmund Freud i ell mateix es va decantar aviat per la psiquiatria.
Va rebre formació mèdica entre altres del psiquiatre Emili Mira, de qui va esdevenir-ne deixeble. Va treballar abans de la Guerra Civil a l'Institut Pere Mata, i va col·laborar en la premsa mèdica reusenca, com ara Fulls clínics. Fou catalanista i afí al Bloc Obrer i Camperol i al Partit Obrer d'Unificació Marxista (POUM).
Després del cop d'estat del 1936, el mateix juliol marxà al front d'Aragó on assistí a combatents que sofrien psicopaties adquirides a les trinxeres. Als primers mesos de la guerra, ell i altres militants del POUM col·lectivitzaren dos masos a la carretera de Reus a Salou on desenvoluparen les «bases de la psicoteràpia infantil i juvenil» i van establir unes premisses per a l'ensenyament a les escoles reusenques nacionalitzades.
| « | Els comunistes no en volien saber res perquè al front no hi ha bojos. Si a la gent que a la guerra es torna ximple els fots al darrere, ja s'ha acabat, no tenen sortida. S'han de guarir allà mateix on passen les coses. Mai no he fet tan bona psiquiatria com al camp de concentració. Allò va servir també per a fer possible que alguna gent fotés el camp. L'important en l'home és encertar la seva bogeria. El destí de la bogeria és l'essència de l'home. | » |

El 1939 va travessar la frontera i va passar tres mesos al camp de refugiats de Sètfonts, on va crear una unitat psiquiàtrica. El 1940 va ser contractat a l'hospital psiquiàtric de Sench Aubanh -primer com a infermer perquè no li convalidaven el títol de metge-, una zona molt empobrida de França que durant la Segona Guerra Mundial va servir d'amagatall per a artistes com Jean Dubuffet, Paul Éluard, Tristan Tzara i Antonin Artaud, i pensadors com Georges Canguilhem i Georges Sadoul. «A França Tosquelles és conegut, sobretot, pel vincle amb el surrealisme i els seus escriptors», segons la crítica literària Joana Masó. El psiquiatre també va contribuir al naixement de l'art brut: els pacients de l'hospital creaven escultures i objectes a partir dels materials que tenien a l'abast, i ara algunes d'aquelles peces formen part de col·leccions de museus. Establí ponts entre els interns i el seu entorn geogràfic i social, entre el deliri i l'anomenada realitat, entre la ciència i l’art, sempre experimentant amb els pacients i la seva visió del món i de les coses, emprant el dibuix, la pintura, la fotografia, el teatre, el cinema i l'escriptura.

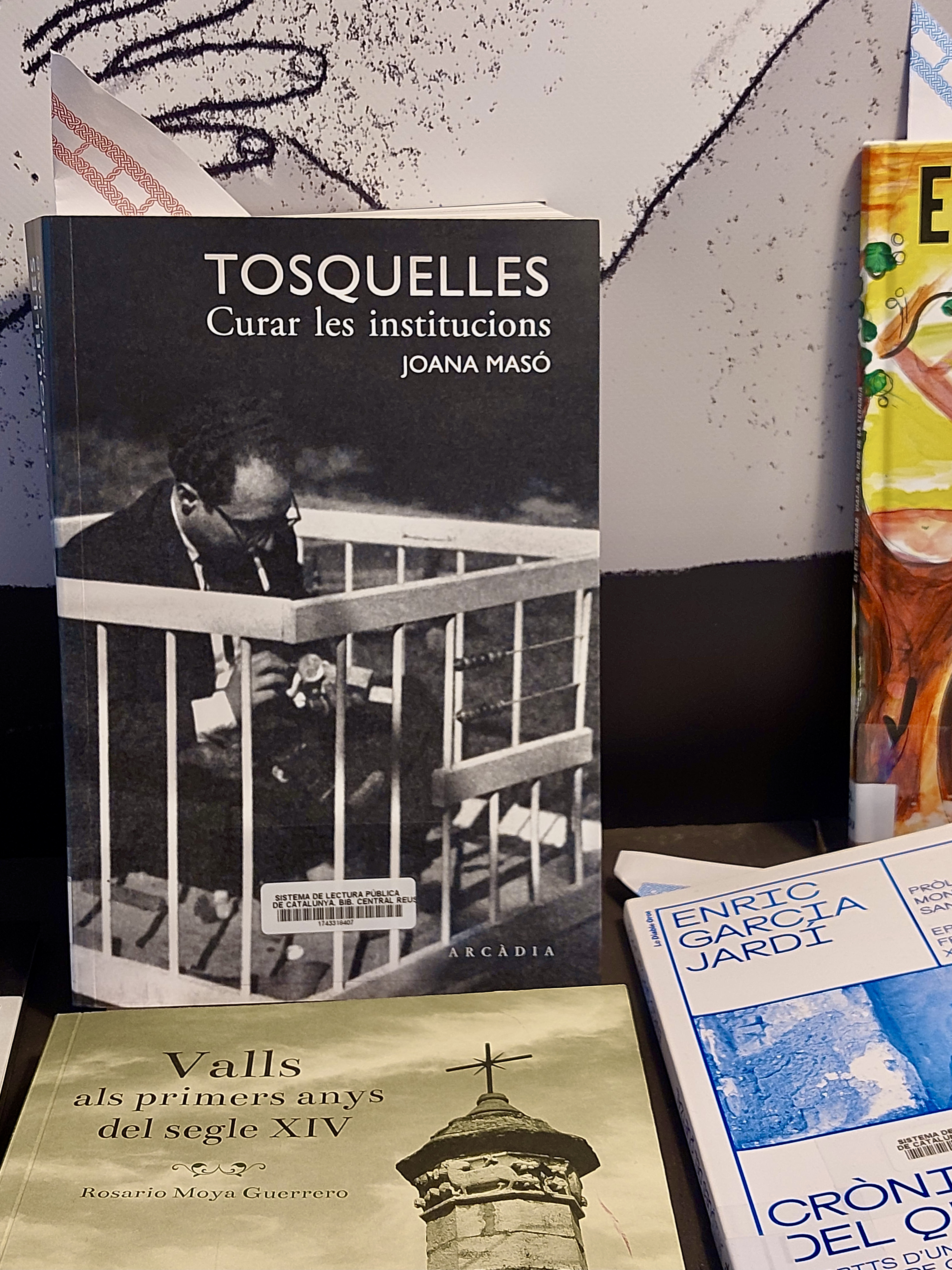
Llibre sobre Francesc Tosquelles

A partir de 1952 tingué com a metge resident un jove de Martinica anomenat Frantz Fanon, que havia escrit Pell negra, màscares blanques, un llibre on analitzava el colonialisme des del punt de vista psicològic, associant-lo a certes neurosis modernes, tant dels colonitzats com dels colonitzadors. Fanon va rebre el mestratge mèdic però també polític de Tosquelles, defensor de la identitat, la llengua i la cultura de les nacions minoritzades com la catalana, que per exemple recordava com parlava el castellà, la llengua de l'opressor, d'una manera deformada.
Amb Lucien Bonnafé va ser un dels ideòlegs i fundadors de la Psychothérapie institutionnelle francesa, un corrent psiquiàtric que als anys 1960 del segle xx, en mans del mateix Tosquelles, Jean Oury, Roger Gentis i Félix Guattari va donar lloc a la versió francesa de l'antipsiquiatria internacional.
Estudiós de la tradició de Ramon Llull i Arnau de Vilanova i participant a la Universitat Catalana d'Estiu de Prada, també va presidir els Col·loquis de Perpinyà sobre la història de la psiconàlisi als Països Catalans. A finals de la dècada del 1960, la gerència de l'Institut Pere Mata de Reus va contractar-lo com a director i va liderar la reforma de la institució fins a la seva mort a Granges d'Òlt el 25 d'octubre de 1994. Posteriorment, l'ajuntament de Reus li va dedicar un carrer a la ciutat, i també li va conferir el títol de fill il·lustre.
L'any 1985 el cineasta François Pain va entrevistar durant tres dies el psiquiatre català fundador d'aquell nou model de psicoteràpia institucional. Anys més tard, el 2011, Angela Melitopoulos i Maurizio Lazzarato van projectar l'entrevista a dos pensadors actuals per enregistrar-ne els seus comentaris. Elisabeth von Samonow a Viena i Jean-Claude Polack a París van anar interpel·lant la visió de Tosquelles a la llum de les teories actuals. A Déconnage es recupera l'antipsiquiatria: un discurs i una pràctica que no parlaven de malalties mentals, sinó de problemes vitals, socials i ètics. L'antipsiquiatria es va avançar a les disfuncions que, amb els anys, han suposat les societats contemporànies per a les persones.
L'any 2022, Joana Masó i Carles Guerra van comissariar al Centre de Cultura Contemporània de Barcelona l'exposició «Francesc Tosquelles. Com una màquina de cosir en un camp de blat», posant en valor el seu llegat que va quedar mancat de continuïtat i transmissió a Catalunya.